# 제스처

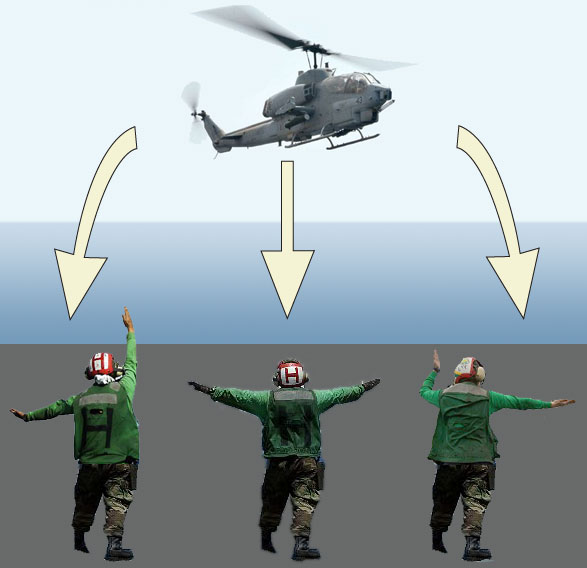

제스처(Gesture), 또는 몸짓은 비언어적 의사소통 중의 하나로, 손이나 얼굴, 몸을 이용해서 전달하는 의사소통이다. 언어적 의사소통과 함께 나타나기도 한다. 같은 제스처라도 국가, 혹은 지역마다 완전히 다른 뜻을 가지는 경우가 있다.
말의 효과를 더하기 위해서 하는 몸짓이나 손짓으로서, 문화에 따라 독특한 제스처가 말 대신 의사를 전달하는데, 그 사회의 구성원이 아니면 뜻을 파악하기가 어려울 수 있다.

## 같이 보기
- V 사인
- OK 사인